# Dĩa
Dĩa trong tiếng Việt có hai nghĩa:
- Trong phương ngữ miền Bắc, dĩa dùng để chỉ dụng cụ ăn uống dùng để xiên. Xem nĩa.
- Trong phương ngữ miền Nam, dĩa dùng để chỉ dụng cụ dẹt để đựng thức ăn. Xem đĩa ăn.